# Костас Каяфас
Костас Каяфас (на гръцки: Κώστας Καϊάφας) е бивш кипърски футболист, полузащитник и настоящ треньор. Син е на носителя на Златната обувка на Европа и футболист на Омония Сотирис Каяфас.

## Кариера

### Футболист
Каяфас е юноша на Омония. За първия отбор преминава и почти цялата му кариера от 1991 г. до 2009 г., когато не попада вече в плановете на старши треньорът Такис Лемонис и е освободен. Той е вторият най-дълго играл за Омония, като е на 5 гола от мястото голмайстор за всички времена. През 2009 г. преминава във втородивизонния Алки Ларнака, с когото печели промоция. През сезон 2010/11 играе срещу Омония на 18 септември 2010 г. Мачът се играе на стадион Антонис Пападопулос, и макар че е противников играч е приет много радушно от гостуващите ултраси на Омония. На 29 ноември 2010 г. се забърква в грандиозен скандал. В домакински мач срещу Ермис Арадипу, той е изгонен с червен картон след като блъска и псува съдията, поради гол за съперника. Спортните права на Каяфас са спрени за 6 месеца, което води и до краят на кариерата му.

### Треньор
След като прекратява състезателната си кариера, става асистент треньор на доскорошния си отбор Алки Ларнака. Той не притежава УЕФА Про лиценз и е записан като помощник на Радмило Иванчевич. Двамата водят клуба до 3 декември 2012 г., когато Иванчевич напуска. От 2013 г. Каяфас е старши треньор. След финансови проблеми и ужасяващ сезон 2013/14, Алки изпада с отрицателен актив и е закрит, а Каяфас поема родния си клуб Омония.

## Отличия
- Кипърска първа дивизия (3): 1992/93, 2000/01, 2002/03
- Носител на Купата на Кипър (4): 1991, 1994, 2000, 2005
- Носител на Суперкупата на Кипър (4): 1991, 1994, 2001, 2005
- Футболист на годината (1): 2003